# Liste der italienischen Abgeordneten zum EU-Parlament (1994–1999)
Die Liste der italienischen Abgeordneten zum EU-Parlament (1994–1999) listet alle italienischen Mitglieder des 4. Europäischen Parlaments nach der Europawahl in Italien 1994.

## Mandatsstärke der Parteien 1994
- GUE: 5
- SPE: 18
- Grüne: 4
- ERA: 2
- NI: 12
- ELDR: 7
- EVP: 12
- FE: 27

| Nationale Partei/Liste                         | Mandate | Fraktion                                                                     |
| ---------------------------------------------- | ------- | ---------------------------------------------------------------------------- |
| Forza Italia (FI)                              | 27      | Forza Europa (FE)*                                                           |
| Partito Democratico della Sinistra (PDS)       | 16      | Fraktion der Sozialdemokratischen Partei Europas (SPE)                       |
| Partito Socialista Italiano (PSI)              | 02      | Fraktion der Sozialdemokratischen Partei Europas (SPE)                       |
| Partito Popolare Italiano (PPI)                | 08      | Fraktion der Europäischen Volkspartei (EVP)                                  |
| Patto Segni (PS)                               | 03      | Fraktion der Europäischen Volkspartei (EVP)                                  |
| Südtiroler Volkspartei (SVP)                   | 01      | Fraktion der Europäischen Volkspartei (EVP)                                  |
| Alleanza Nazionale (AN)                        | 11      | Fraktionslose Abgeordnete (NI)                                               |
| Partito Socialista Democratico Italiano (PSDI) | 01      | Fraktionslose Abgeordnete (NI)                                               |
| Lega Nord (LN)                                 | 06      |  Fraktion der Europäischen Liberalen, Demokratischen und Reformpartei (ELDR) |
| Partito Repubblicano Italiano (PRI)            | 01      |  Fraktion der Europäischen Liberalen, Demokratischen und Reformpartei (ELDR) |
| Partito della Rifondazione Comunista (PRC)     | 05      | Konföderale Fraktion der Vereinten Europäischen Linken (GUE)                 |
| Federazione dei Verdi (FdV)                    | 03      | Fraktion Die Grüne                                                           |
| Movimento per la Democrazia - La Rete          | 01      | Fraktion Die Grüne                                                           |
| Lista Marco Pannella (LMP)                     | 02      | Fraktion der Radikalen Europäischen Allianz (ERA)                            |
| Gesamt                                         | 87      |                                                                              |

* Am 5. Juli 1995 schlossen sich die FE-Fraktion und die EDA-Fraktion im Europäischen Parlament zur Union für Europa (UfE) zusammen

## Abgeordnete
| Bild | MEP                      | von            | bis            | Partei  | Fraktion     | Anmerkungen |
| ---- | ------------------------ | -------------- | -------------- | ------- | ------------ | --- |
|      | Maria Adelaide Aglietta  | 19. Juli 1994  | 19. Juli 1999  | FdV     | Grüne        | |
|      | Amadeo Amadeo            | 19. Juli 1994  | 19. Juli 1999  | AN      | NI           | |
|      | Roberta Angelilli        | 19. Juli 1994  | 19. Juli 1999  | AN      | NI           | |
|      | Aldo Arroni              | 19. Juli 1994  | 19. Juli 1999  | FI      | FEUfEEVP     | Fraktionswechsel zur EVP am 15. Juni 1998                                                                                        |
|      | Corrado Augias           | 19. Juli 1994  | 19. Juli 1999  | PDS/DS  | SPE          | |
|      | Claudio Azzolini         | 19. Juli 1994  | r19. Juli 1999 | FI      | FEUfEEVP     | Fraktionswechsel zur EVP am 15. Juni 1998                                                                                        |
|      | Francesco Baldarelli     | 19. Juli 1994  | 19. Juli 1999  | PDS/DS  | SPE          | |
|      | Monica Stefania Baldi    | 19. Juli 1994  | 19. Juli 1999  | FI      | FEUfEEVP     | Fraktionswechsel zur EVP am 15. Juni 1998                                                                                        |
|      | Valerio Baldini          | 19. Juli 1994  | 19. Juli 1999  | FI      | FEUfEEVP     | Fraktionswechsel zur EVP am 15. Juni 1998                                                                                        |
|      | Roberto Barzanti         | 19. Juli 1994  | 19. Juli 1999  | PDS/DS  | SPE          | |
|      | Spalato Bellerè          | 19. Juli 1994  | 21. April 1998 | AN      | NI           | Nachrücker: Luciano Schifone |
|      | Fausto Bertinotti        | 19. Juli 1994  | 19. Juli 1999  | PRC     | GUE/NGL      | |
|      | Gerardo Bianco           | 19. Juli 1994  | 19. Juli 1999  | PPI     | EVP          | |
|      | Giampiero Boniperti      | 19. Juli 1994  | 19. Juli 1999  | FI      | FEUfEEVP     | Fraktionswechsel zur EVP am 15. Juni 1998                                                                                        |
|      | Rinaldo Bontempi         | 19. Juli 1994  | 19. Juli 1999  | PDS/DS  | SPE          | |
|      | Umberto Bossi            | 19. Juli 1994  | 19. Juli 1999  | LN      | ELDRNI       | Fraktionsaustritt am 19. Februar 1997                                                                                            |
|      | Giovanni Burtone         | 19. Juli 1994  | 19. Juli 1999  | PPI     | EVP          | |
|      | Ernesto Caccavale        | 19. Juli 1994  | 19. Juli 1999  | FI      | FE           | |
|      | Luigi Caligaris          | 19. Juli 1994  | 19. Juli 1999  | FI      | FEUfENIELDR  | Fraktionsaustritt aus UfE am 1. Februar 1997; Fraktionsbeitritt zur ELDR am 19. Februar 1997                                     |
|      | Pierre Carniti           | 19. Juli 1994  | 19. Juli 1999  | PDS/DS  | SPE          | |
|      | Gaetano Carrozzo         | 11. Nov. 1998  | 19. Juli 1999  | DS      | SPE          | Nachgerückt für Achille Occhetto                                                                                                 |
|      | Carlo Casini             | 19. Juli 1994  | 19. Juli 1999  | PPI     | EVP          | |
|      | Pier Ferdinando Casini   | 19. Juli 1994  | 19. Juli 1999  | CCD     | FEUfEEVP     | Fraktionswechsel zur EVP am 20. September 1995                                                                                   |
|      | Pierluigi Castagnetti    | 19. Juli 1994  | 19. Juli 1999  | PPI     | EVP          | |
|      | Luciana Castellina       | 19. Juli 1994  | 19. Juli 1999  | PRC     | GUE/NGL      | |
|      | Marco Cellai             | 19. Juli 1994  | 19. Juli 1999  | AN      | NI           | |
|      | Luigi Alberto Colajanni  | 19. Juli 1994  | 19. Juli 1999  | PDS/DS  | SPE          | |
|      | Ombretta Colli           | 19. Juli 1994  | 19. Juli 1999  | FI      | FEUfEEVP     | Fraktionswechsel zur EVP am 15. Juni 1998                                                                                        |
|      | Maria Paola Colombo Sveo | 19. Juli 1994  | 19. Juli 1999  | PPI     | EVP          | |
|      | Giampaolo D’Andrea       | 19. Juli 1994  | 26. Okt. 1998  | PPI     | EVP          | Nachrücker: Giuseppe Mottola |
|      | Alessandro Danesin       | 19. Juli 1994  | 19. Juli 1999  | FI      | FEUfEEVP     | Fraktionswechsel zur EVP am 15. Juni 1998                                                                                        |
|      | Biagio De Giovanni       | 19. Juli 1994  | 19. Juli 1999  | PDS/DS  | SPE          | |
|      | Stefano De Luca          | 19. Juli 1994  | 19. Juli 1999  | FI      | FEUfEELDR    | Fraktionswechsel zur ELDR am 19. Februar 1997                                                                                    |
|      | Gianfranco Dell'alba     | 19. Juli 1994  | 19. Juli 1999  | LMP     | ERA          | |
|      | Pietro Antonio Di Prima  | 19. Juli 1994  | r19. Juli 1999 | FI      | FEUfEELDR    | Fraktionswechsel zur ELDR am 15. Juni 1998                                                                                       |
|      | Olivier Dupuis           | 30. März 1996  | 19. Juli 1999  | LMP     | ERA          | Nachgerückt für Marco Pannella                                                                                                   |
|      | Michl Ebner              | 19. Juli 1994  | 19. Juli 1999  | SVP     | EVP          | |
|      | Giulio Fantuzzi          | 19. Juli 1994  | 19. Juli 1999  | PDS/DS  | SPE          | |
|      | Gipo Farassino           | 19. Juli 1994  | 19. Juli 1999  | LN      | ELDRNI       | Fraktionsaustritt 18. Februar 1997                                                                                               |
|      | Raimondo Fassa           | 19. Juli 1994  | 19. Juli 1999  | LN      | ELDR         | |
|      | Enrico Ferri             | 19. Juli 1994  | 19. Juli 1999  | PSDICCD | NIFEUfEEVP   | Fraktionsbeitritt zur FE am 14. Dezember 1994; Parteiwechsel am 13. Oktober 1998; Fraktionswechsel zur EVP am 20. September 1995 |
|      | Livio Filippi            | 19. Juli 1994  | 19. Juli 1999  | PSID    | EVP          | Parteiwechsel am 25. März 1999                                                                                                   |
|      | Gianfranco Fini          | 19. Juli 1994  | 19. Juli 1999  | AN      | NI           | |
|      | Luigi Andrea Florio      | 19. Juli 1994  | 19. Juli 1999  | FI      | FEUfEEVP     | Fraktionswechsel zur EVP am 15. Juni 1998                                                                                        |
|      | Alessandro Fontana       | 19. Juli 1994  | 19. Juli 1999  | CCD     | FEUfEEVP     | Fraktionswechsel zur EVP am 11. Dezember 1996                                                                                    |
|      | Marco Formentini         | 19. Juli 1994  | 19. Juli 1999  | LN      | ELDRNI       | Fraktionsaustritt am 19. Februar 1997                                                                                            |
|      | Riccardo Garosci         | 19. Juli 1994  | 19. Juli 1999  | FI      | FEUfEEVP     | Fraktionswechsel zur EVP am 15. Juni 1998                                                                                        |
|      | Fiorella Ghilardotti     | 19. Juli 1994  | 19. Juli 1999  | PDS/DS  | SPE          | |
|      | Antonio Graziani         | 19. Juli 1994  | 19. Juli 1999  | PPI     | EVP          | |
|      | Renzo Imbeni             | 19. Juli 1994  | 19. Juli 1999  | PDS/DS  | SPE          | |
|      | Giorgio La Malfa         | 19. Juli 1994  | 19. Juli 1999  | PRI     | ELDR         | |
|      | Alexander Langer         | 19. Juli 1994  | 3. Juli 1995   | FdV     | Grüne        | Nachrücker: Gianni Tamino |
|      | Giacomo Leopardi         | 19. Juli 1994  | 19. Juli 1999  | FI      | FEUfEEVP     | Fraktionswechsel zur EVP am 15. Juni 1998                                                                                        |
|      | Giancarlo Ligabue        | 19. Juli 1994  | 19. Juli 1999  | FI      | FEUfEEVP     | Fraktionswechsel zur EVP am 15. Juni 1998                                                                                        |
|      | Franco Malerba           | 19. Juli 1994  | 19. Juli 1999  | FI      | FEUfEEVP     | Fraktionswechsel zur EVP am 15. Juni 1998                                                                                        |
|      | Lucio Manisco            | 19. Juli 1994  | 19. Juli 1999  | PRC     | GUE/NGL      | Parteiwechsel am 25. Mai 1999 |
|      | Andrea Manzella          | 19. Juli 1994  | 19. Juli 1999  | PDS/DS  | SPE          | |
|      | Marilena Marin           | 19. Juli 1994  | 19. Juli 1999  | LN      | ELDRFEUfE    | Fraktionswechsel zur FE am 15. Dezember 1994                                                                                     |
|      | Elena Marinucci          | 19. Juli 1994  | 19. Juli 1999  | PDS/DS  | SPE          | |
|      | Alfonso Luigi Marra      | 19. Juli 1994  | 19. Juli 1999  | FI      | FEUfE        | |
|      | Roberto Mezzaroma        | 19. Juli 1994  | 19. Juli 1999  | FI      | FEUfEEVP     | Fraktionswechsel zur EVP am 16. Dezember 1998                                                                                    |
|      | Enrico Montesano         | 19. Juli 1994  | 10. Nov. 1996  | PDS     | SPE          | Nachrückerin: Pasqualina Napoletano                                                                                              |
|      | Luigi Moretti            | 19. Juli 1994  | 19. Juli 1999  | LN      | ELDRNI       | Fraktionsaustritt am 19. Februar 1999                                                                                            |
|      | Giuseppe Mottola         | 11. Nov. 1998  | 19. Juli 1999  | PPI     | EVP          | Nachgerückt für Giampaolo D’Andrea                                                                                               |
|      | Cristiana Muscardini     | 19. Juli 1994  | 19. Juli 1999  | AN      | NI           | |
|      | Sebastiano Musumeci      | 19. Juli 1994  | 19. Juli 1999  | AN      | NI           | |
|      | Pasqualina Napoletano    | 11. Nov. 1996  | 19. Juli 1999  | PDS/DS  | SPE          | Nachgerückt für Enrico Montesano                                                                                                 |
|      | Riccardo Nencini         | 19. Juli 1994  | 19. Juli 1999  | PSI/SI  | SPE          | |
|      | Achille Occhetto         | 19. Juli 1994  | 11. Okt. 1998  | PDS     | SPE          | Nachrücker: Gaetano Carrozzo |
|      | Leoluca Orlando          | 19. Juli 1994  | 19. Juli 1999  | La Rete | Grüne        | |
|      | Marco Pannella           | 19. Juli 1994  | 28. März 1996  | LMP     | ERA          | Nachrücker: Olivier Dupuis |
|      | Gastone Parigi           | 19. Juli 1994  | 19. Juli 1999  | AN      | NI           | |
|      | Eolo Parodi              | 19. Juli 1994  | 19. Juli 1999  | FI      | FEUfEEVP     | Fraktionswechsel zur EVP am 15. Juni 1998                                                                                        |
|      | Luciano Pettinari        | 19. Juli 1994  | 19. Juli 1999  | PRCMCU  | GUE/NGLSPE   | Parteiwechsel am 28. Juni 1996; Fraktionswechsel am 25. Mai 1998                                                                 |
|      | Guido Podestà            | 19. Juli 1994  | 19. Juli 1999  | FI      | FEUfEEVP     | Fraktionswechsel zur EVP am 14. Juni 1998                                                                                        |
|      | Danilo Poggiolini        | 19. Juli 1994  | 19. Juli 1999  | PS      | EVP          | |
|      | Giuseppe Rauti           | 19. Juli 1994  | 19. Juli 1999  | MSI/AN  | NI           | |
|      | Carlo Ripa di Meana      | 19. Juli 1994  | 19. Juli 1999  | FdVSV   | GrüneGUE/NGL | Partei- und Fraktionswechsel am 13. Juli 1998                                                                                    |
|      | Giorgio Ruffolo          | 19. Juli 1994  | 19. Juli 1999  | PDS     | SPE          | |
|      | Giacomo Santini          | 19. Juli 1994  | 19. Juli 1999  | FI      | FEUfEEVP     | Fraktionswechsel zur EVP am 15. Juni 1998                                                                                        |
|      | Umberto Scapagnini       | 19. Juli 1994  | 19. Juli 1999  | FI      | FEUfEEVP     | Fraktionswechsel zur EVP am 15. Juni 1998                                                                                        |
|      | Luciano Schifone         | 6. Mai 1998    | 19. Juli 1999  | AN      | NI           | Nachgerückt für Spalato Bellerè                                                                                                  |
|      | Carlo Secchi             | 19. Juli 1994  | 19. Juli 1999  | PPI     | EVP          | Parteiwechsel am 23. Oktober 1995                                                                                                |
|      | Mariotto Segni           | 19. Juli 1994  | 15. Sept. 1995 | PS      | EVP          | Nachrücker: Vincenzo Viola |
|      | Roberto Speciale         | 19. Juli 1994  | 19. Juli 1999  | PDS/DS  | SPE          | |
|      | Antonio Tajani           | 19. Juli 1994  | 19. Juli 1999  | FI      | FEUfEEVP     | Fraktionswechsel zur EVP am 15. Juni 1998                                                                                        |
|      | Gianni Tamino            | 11. Juli 1995  | 19. Juli 1999  | FdV     | Grüne        | Nachgerückt für Alexander Langer                                                                                                 |
|      | Salvatore Tatarella      | 19. Juli 1994  | 19. Juli 1999  | AN      | NI           | |
|      | Luisa Todini             | 19. Juli 1994  | 19. Juli 1999  | FI      | FEUfEEVP     | Fraktionswechsel zur EVP am 15. Juni 1998                                                                                        |
|      | Antonio Trizza           | 19. Juli 1994  | 19. Juli 1999  | AN      | NI           | |
|      | Luciano Vecchi           | 19. Juli 1994  | 19. Juli 1999  | PDS/DS  | SPE          | |
|      | Guido Viceconte          | 19. Juli 1994  | 19. Juli 1999  | FI      | FEUfEEVP     | Fraktionswechsel zur EVP am 15. Juni 1998                                                                                        |
|      | Luigi Vinci              | 19. Juli 1994  | 19. Juli 1999  | PRC     | GUE/NGL      | |
|      | Vincenzo Viola           | 18. Sept. 1995 | 19. Juli 1999  | PS      | EVP          | Nachgerückt für Mariotto Segni                                                                                                   |